# Бристигер, Юлия
Юлия Бристигер (пол. Julia Brystiger; 25 ноября 1902, Стрый, Австро-Венгрия — 9 октября 1975, Варшава, ПНР) — польский партийный и государственный деятель времён ПНР, в послевоенной Польше глава V департамента Министерства общественной безопасности, писательница.

## Ранняя биография
Родилась в семье еврейского коммерсанта-фармацевта. Герман Прайс, отец Юлии, владел аптекой; Берта Прайс (урождённая Зальцерберг), мать Юлии, происходила из семьи землевладельца. Западноукраинский город Стрый на момент её рождения принадлежал Австро-Венгрии, после Первой мировой войны отошёл к Польской Республике.
Училась в гимназии во Львове, потом на историческом факультете Львовского университета (окончила в 1926, занималась под руководством Яна Птасьника). В 1927–1928 продолжила образование в Париже. Получила степень доктора философии, сдала экзамен на педагога.
В 1928–1929 работала учительницей истории в вильнюсской еврейской гимназии им. Хаима Эпштейна и еврейском культурно-просветительском обществе Тарбут. Была активисткой профсоюза педагогов средних школ. В 1929 уволена с работы за организацию забастовки учителей.

## На партийной работе в Польше
Придерживалась коммунистических взглядов. С 1927 года состояла в партийно-техническом отделе коммунистической партии Западной Украины (КПЗУ — автономное подразделение Компартии Польши, КПП). Была членом регионального комитета МОПР. С апреля 1931 года издавала и редактировала легальный коммунистический еженедельник Przegląd Współczesny. В октябре того же года издание запретили, Бристигер отбыла краткое двухнедельное заключение за коммунистическую пропаганду.
С 1932 на партийной работе в КПЗУ. Была секретарём по пропаганде в городских организациях Львова, Перемышля, Дрогобыча, с сентября 1932 снова во Львове. В октябре 1932 вторично была арестована за участие в нелегальных структурах КПП. Приговорена к одному году тюрьмы. После освобождения член ЦК МОПР, курировала волынское и станиславовское отделения.
В конце 1934 из-за конфликтов в партийном руководстве и активе кратковременно исключалась из партии. Была восстановлена после ритуальной самокритики. С 1935 – секретарь Стрый-Самборского комитета КПЗУ. С 1936 – секретарь ЦК западноукраинского МОПР. Курировала аграрно-крестьянскую тематику в центральном аппарате КПЗУ. Проводила линию на создание Народного фронта – коалиции коммунистов с левыми социал-демократами. Была одним из организаторов Антифашистского конгресса деятелей культуры в 1936, в мае того же года – львовской конференции прокоммунистических интеллектуалов.
В апреле 1937 вновь арестована и осуждена на шесть лет (впоследствии срок наказания был сокращён до двух лет). Возглавляла в заключении нелегальную коммунистическую ячейку. Пребывание в польской санационной тюрьме уберегло её от репрессивной чистки в КПП, проведённой по приказу Сталина в рамках Большого террора. Освобождена 2 апреля 1939 года.

## В советском аппарате
После присоединения Западной Украины к СССР приняла советское гражданство. Возглавляла МОПР во Львовской области, была профсоюзным функционером, входила в руководство советского польскоязычного издания Nowe Widnokręgi (“Новые горизонты”). В ходе работы познакомилась с будущим лидером ПНР Владиславом Гомулкой, которого устроила директором на небольшую фабрику бумажных изделий. В 1940 была избрана в ЦК МОПР.
После начала Великой Отечественной войны в 1941 году эвакуировалась сначала в Харьков, оттуда в Самарканд. Работала в структурах, оказывающих помощь эвакуированным. Во время немецкой оккупации погибли её отец и все братья и сёстры родителей.
В 1943–1944 – член правления Союза польских патриотов, ближайший соратник и помощник Ванды Василевской.

## Офицер силовых органов
В октябре 1944 года вступила в Польскую рабочую партию (ПРП). Представляла ЦК ПРП в Крайовой Раде Народовой. С декабря 1944 работала в Ведомстве общественной безопасности, с января 1945 – Министерстве общественной безопасности (МОБ). 11 октября 1945 возглавила V департамент МОБ – по работе с молодёжными и общественными движениями, политическими группами и католической церковью. По должности получила звание полковника. Наряду с полковником Юзефом Чаплицким, начальником III департамента МОБ (борьба с подпольем и вооружёной оппозицией), принадлежала к ключевым оперативным фигурам карательных органов. Проявила в этой роли жёсткий идеологический подход и жёсткость.
Работала в курсе подавления оппозиционных настроений польской интеллигенции и католической церкви. Заявляла, что «вся польская интеллигенция выступает против коммунистической системы и шансов на её исправление практически нет», но при этом предостерегала от повторения «ошибок, сделанных в России после революции 1917 года: истребление интеллигенции задерживает экономическое развитие». Призывала создать «такую систему давления и террора, чтобы представители интеллигенции не осмеливались быть политическим фактором». Также по её приказам были арестованы более 130 католических священников, в том числе кардинал Стефан Вышинский и епископ Чеслав Качмарек.
Проводила в репрессиях самостоятельную линию, в связи с чем конфликтовала с министром Станиславом Радкевичем, его заместителем Романом Ромковским и, в особенности, с начальником следственного департамента Юзефом Ружаньским.
Лично участвовала в допросах, хотя её должностной статус к этому не обязывал. Обычно это происходило в знаменитой варшавской уголовно-следственной тюрьме № 3 (т. н. «Toledo»). Получила прозвище Krwawa Luna – Кровавая Луна. По свидетельствам ею допрашиваемых, «не принимала участия в борьбе с вооруженным подпольем, она не занималась вымогательством признаний или организацией судебных процессов, ей поручались задачи, требующие большого интеллекта, обычно подрывного характера», она была «культурная, красноречивая, совсем не кричащая, дама для общения». По словам одного из бывших руководителей ПОРП Якуба Бермана, она «стала поистине выдающимся сотрудником и, по сравнению с другими руководителями и исполнителями, использовавшими довольно грубые методы, определенно выделялась», была «умна, проницательна и умела устанавливать хорошие контакты с людьми. Ей поручали дела, требующие обширных знаний и квалификации более высокого уровня». В свете современных исследований некоторые исследователи отмечают, что нет никаких доказательств того, что она применяла насилие во время допросов или проявляла садистские наклонности. Сама она  опровергала слухи о том, что применяла насилие в отношении заключенных и утверждала, что никогда не была в камерах пыток. Однако нет сомнения, что она знала обо применявшихся пытках и не осуждала их. Вместе с тем, могла своей властью отпустить арестованного, если приходила к выводу что на свободе он принесёт больше пользы, чем в тюрьме.
Руководство ПРП-ПОРП и МОБ положительно оценивали её деятельность, она была делегатом съездов ППР и учредительного съезда ПОРП, состояла в Центральной комиссии партийного контроля (до 1954) и ЦК ПОРП. Была награждена орденами.
По некоторым данным от перебежчиков, поддерживала предельно близкие личные отношения с членами «правящего триумвирата» послевоенной Польши – куратором карательных органов Якубом Берманом и куратором экономики Хилари Минцем (Берман отмечал красивую “средиземноморскую” внешность Бристигер, но при этом констатировал, что она не была изящной и не очень следила за собой).
В 1953, после смерти Сталина, одним из направлений начавшегося процесса  дестанализации стало разоблачение злоупотреблений в органах госбезопасности. Резко снизилось политическое влияние Бермана и Минца. Сильным ударом по МОБ стал побег подполковника Ю. Святло (в его выступлениях на “Радио Свободная Европа” скандалы, связанные с Бристигер, заняли особое место, хотя, в то же время, перебежчик не упоминал о её возможных преступлениях и пытках).
В конце 1954 МОБ было расформировано. При создании с 1 января 1955 Комитета общественной безопасности (КОБ) полковник Бристигер (возглавлявшая с августа 1954 III департамент МОБ) возглавила его III департамент по борьбе с реакционным подпольем.
В 1956 году процессы десталинизации ускорились и интенсифицировались. В частности, ранее уволенные из органов генерал Ромковский, полковники Рожаньский и Фейгин были арестованы и осуждены за применение пыток на длительные сроки заключения. 16 ноября Бристигер уволилась из органов безопасности. Над ней также одно время нависала угроза ареста и суда, однако, по некоторым данным, за неё заступился первый секретарь ЦК ПОРП Владислав Гомулка, принявший во внимание её давнюю вражду с Рожаньским и Ромковским.

## Личностное преображение
После увольнения из органов госбезопасности с Ю. Бристигер произошли заметные изменения личности. Под своей девичьей фамилией – Юлия Прайс – она написала и опубликовала повесть Krzywe litery (“Кривые буквы”) и сборники рассказов  “Знак «H»: Рассказы” (1962) и “Через игольное ушко” (1965). Несмотря на хорошие отзывы о книгах, её просьба о членстве в Союзе польских писателей была отклонена. Старалась завоевать доверие в среде литературной интеллигенции, однако писатели, осведомлённые о её прошлом, относились к ней насторожённо. Работала редактором в государственном издательстве. 
Сблизилась с кругами католического духовенства, интеллигенции и оппозиционных активистов в Лясках, при спецшколе для слепых и слабовидящих детей. По словам ксёндза Антония Марыльского, осознала содеянное собой ранее, искренне раскаялась и старалась хотя бы в последние годы изменить свою жизнь, но нет никаких свидетельств того, что она была крещена или обращена в католичество. Общение с этой средой (к которой относились, в частности, такие известные диссиденты, как Тадеуш Мазовецкий и Адам Михник) привело к тому, что за ней было установлено наблюдение Службы безопасности и присвоен псевдоним «Эгоистка».
Умерла после тяжётой болезни 9 октября 1975 и была похоронена на кладбище Воинские Повонзки.

## Семейная жизнь
В 1920 году, окончив школу, восемнадцатилетняя Юлия Прайс вышла замуж за тридцатилетнего юриста, доктора философии и сионистского активиста Хаима Натана Бристигера (1890-1932). Через несколько лет супруги расстались, по-видимому, не оформляя развода. В браке имели сына; Михал Бристигер (1921-2016) был известным польским музыковедом и музыкальным критиком.
В начале 1930-х её гражданским мужем был партийный активист и историк Леон Гросфельд.

## Образ в кино
В 1997 году на польском телевидении был показан документальный фильм Świat Luny (“Свет Луны”) (режиссёр Игнацы Щепаньский) о Юлии Бристигер в контексте сталинистского периода польской истории. Экспертами и комментаторами выступили, в частности, генерал бригады в отставке Влодзимеж Сокорский,  боец Армии Крайовой, диссидент-политэмигрант Ян Новак-Езиораньский и министр внутренних дел в первом постсоциалистическом правительстве Кшиштоф Козловский.
В 2016 году вышел на экраны фильм режиссёра Рышарда Бугайского Zaćma – Катаракта о судьбе Ю. Бристигер и нравственном преображении бывшей «Кровавой Луны», пришедшей в католическую церковь.
Её жизнь также описана в книге Ивоны Кинцлер «Кровавая Луна и другие».